# Анцыферова, Людмила Ивановна
Людми́ла Ива́новна Анцы́ферова (встречается также написание Анциферова, 18 сентября 1924, Златоуст, РСФСР, СССР — 10 сентября 2013) — советский и российский психолог, специалист в области методологии, теории и истории психологии, психологии развития и геронтопсихологии, автор фундаментальных работ по психологии мышления и психологии личности. Предложила собственную теорию личности.

## Биография
В 1948 году окончила МГУ (философский факультет), затем училась там же в аспирантуре на кафедре психологии. Под руководством С. Л. Рубинштейна защитила кандидатскую диссертацию «Учение И. П. Павлова о высшей нервной деятельности и проблема мышления» (1952). С 1953 по 1956 год работала в Институте психологии АПН РСФСР, затем — в секторе психологии Института философии. С 1972 года работала в Институте психологии АН СССР, где была заведующей сектором (лабораторией) философских проблем психологии (1974—1982) и лабораторией психологии личности (1982—1991). С 1991 года — главный научный сотрудник.
В 1974 году защитила диссертацию «Материалистическая мысль в психологии капиталистических стран XX в.» на соискание степени доктора психологических наук, в 1991 году получила учёное звание профессора. Была почётным членом Российской академии образования (с 11 апреля 1996 года). Заслуженный деятель науки РСФСР (1984), заместитель главного редактора «Психологического журнала».
Скончалась 10 сентября 2013 года. Похоронена 12 сентября на Калитниковском кладбище.

## Публикации[2]
- О закономерностях элементарной познавательной деятельности. 1961.
- Принцип развития в психологии. — Академия наук СССР: Институт психологии, 1974.
- Развитие и современное состояние зарубежной психологии. 1974.
- Материалистические идеи в зарубежной психологии. 1974.
- Психология формирования и развития личности. 1981.
- Психика и сознание как функция мозга. 1985.